# Hadad

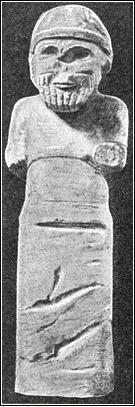
Imagen de culto hitita de Hadad.

Haddad es un dios del trueno y la lluvia que hace crecer las plantas o las destruye, en la mitología asiria y aramea.
- 𐎅𐎄𐎆, Haddu en ugarítico

Es hijo de Anu. Está emparentado en nombre y origen con el dios acadio Adad. A menudo se le llama simplemente Baal (‘señor’), pero este título también se le da a otros dioses.
Hadad se equiparó con el dios anatolio de las tormentas Teshub, el dios egipcio Set, el dios griego Zeus y el dios romano Júpiter.
Su símbolo es el rayo y se le compara frecuentemente con un toro salvaje. En astrología se le asimila con la constelación del cuervo.
Se le invoca para enviar diluvios sobre las tierras de los enemigos o para provocar la lluvia para las tareas agrícolas.

## Hadad en Ugarit
En los textos religiosos, Baal/Hadad es el señor del cielo que gobierna la lluvia y por lo tanto la germinación de las plantas con el poder de su deseo de que sean fértiles. Él es el protector de la vida y el crecimiento para la población agrícola de la región. La ausencia de Baal causa la sequía, el hambre, la muerte y el caos. También se refiere a la montaña del viento del oeste. La referencia bíblica se produce en un momento en que Yavé (el Señor) ha proporcionado un fuerte viento oriental para llevar a los hijos de Israel a través del mar Rojo o Eritrea a Elat. 
En los textos ugaríticos, El, el dios supremo del panteón, reside en el monte Lel (tal vez significando "noche") y es allí donde se encuentra la asamblea de los dioses. Esa es tal vez la mítica montaña cósmica.

## Sanjuniatón
En los relatos de Sanjuniatón, Hadad es llamado una vez Adodos pero sobre todo lo nombra como Demarûs, una forma desconcertante, posiblemente una corrupción griega de Hadad Ramān. Para Sanjuniatón, Hadad es hijo del "Cielo" con una concubina que posteriormente se entrega al dios Dagón mientras está preñada. Esto parece ser un intento de combinar dos relatos sobre los padres de Hadad, uno de los cuales es de tradición ugarítica, donde Hadad era hijo de Dagón. El cognado dios acadio Adad también suele ser llamado hijo de Anu ("Cielo"). El correspondiente dios hitita Teshub es también hijo de Anu (en cierto modo).
En el relato de Sanjuniatón, es el "Cielo" quien lucha primero contra Ponto ("Mar"). Entonces, el Cielo se alía con Hadad. Hadad entra en el conflicto, pero es derrotado, momento en el que por desgracia no se dice nada más de este asunto. Sanjuniatón está de acuerdo con la tradición ugarítica en hacer de Muth, el Mot ugarítico, a quien también llama "Muerte", el hijo de El.